# 弗迪格里鎮區 (內布拉斯加州諾克斯縣)
弗迪格里鎮區（英語：Verdigre Township）是位於美國內布拉斯加州諾克斯縣的一個行政鎮區。

## 地方資料
弗迪格里鎮區的面積為92.55平方千米，當中陸地面積為92.06平方千米，而水域面積為0.49平方千米。根據2020年美國人口普查的數據，當地共有人口634人，而人口密度為每平方千米6.85人。